# Reyjavick De Gracia
Reyjavick Rogelio De Gracia Castillo (Colón, 5 novembre 1981) è un ex cestista panamense.

## Carriera
Con Panama ha disputato quattro edizioni dei Campionati americani (2005, 2007, 2009, 2011).